# سدریک وارول
سدریک وارول (انگلیسی: Cédric Varrault؛ زادهٔ ۳۰ ژانویهٔ ۱۹۸۰) بازیکن فوتبال اهل فرانسه است.
از باشگاه‌هایی که در آن بازی کرده‌است می‌توان به باشگاه فوتبال نیس، باشگاه فوتبال دیژون، باشگاه فوتبال پانیونیوس، و باشگاه فوتبال سن-اتین اشاره کرد.